# Cămătarul
Cămătarul (titlul original: în rusă Гобсек, transliterat: Gobsek) este un film dramatic sovietic, realizat de regizorulKonstantin Eggert în 1937 după romanul omonim din 1830 a scriitorului Honoré de Balzac. Protagoniștii filmului sunt actorii Leonid Leonidov, Aleksandr Shatov, Elena Gogoleva și Mihail Sadovski.

## Distribuție
- Leonid Leonidov – Jean-Esther van Gobseck
- Aleksandr Shatov – maître Derville
- Elena Gogoleva – Anastasie de Restaud
- Mihail Sadovski – Maxime de Trailles
- Konstantin Eggert – Ernest de Restaud